# Sebastian Baumgarten
Sebastian Baumgarten (* 31. Januar 1969 in Ost-Berlin) ist ein deutscher Regisseur.

## Leben
Sebastian Baumgarten wuchs in Ostberlin auf. Seine Mutter war klassische Sängerin, sein Vater Arzt; sein Großvater Hans Pischner war langjähriger Intendant der Staatsoper Unter den Linden. Ab 1989 studierte er an der Hochschule für Musik „Hanns Eisler“ Opernregie. Während seiner Studienzeit assistierte er bei Ruth Berghaus, Einar Schleef und Robert Wilson und präsentierte ab 1992 eigene Arbeiten, unter anderem an der Semperoper in Dresden (Die Geschichte vom Soldaten von Igor Strawinsky, 1995) und der Königlichen Oper Kopenhagen (Xerxes von Georg Friedrich Händel, 1996). Ab 1996 wandte sich Baumgarten neben dem Musiktheater zunehmend dem Sprechtheater (u. a. Schauspielhaus Düsseldorf, Maxim-Gorki-Theater Berlin, Schauspielhaus Zürich, Volksbühne am Rosa-Luxemburg-Platz Berlin), filmischen Bearbeitungen (u. a. Dickicht (nach Brecht), 2017; Tschewengur (nach Platonow), 2021; Bruder Eichmann (Kipphardt), 2021), der Performance (u. a. X Wohnungen, 2005; Wagner-Hörschule, 2006) und der bildenden Kunst (u. a. 3. Berliner Herbstsalon, 2017; Attitudes bei der Ural-Biennale 2021) zu.
Von 1999 bis 2002 war Baumgarten Oberspielleiter und stellvertretender Operndirektor am Staatstheater Kassel. Von 2003 bis 2005 war er Chefregisseur am Meininger Staatstheater. Seit dem Studienjahr 2013/14 leitet Baumgarten den Studiengang Regie an der Bayerischen Theaterakademie August Everding.
Sebastian Baumgarten arbeitet seit 1996 kontinuierlich an den großen deutschsprachigen Musik- und Sprechtheatern (u. a. Bayreuther Festspiele (Festspielhaus), Komische Oper Berlin, Oper Zürich, Residenztheater München, Schauspielhaus Düsseldorf, Maxim-Gorki-Theater Berlin). Baumgarten war 2019 Teil des Gründungsteams des Festival Osten. Er ist Mitglied der Deutschen Akademie der darstellenden Künste. Er hatte auch bereits eine Gastprofessur an der Theaterakademie Shanghai.
Sebastian Baumgarten lebt in Berlin und hat einen Sohn.

## Inszenierungen (Auswahl)
Quellen: Die Liste der Inszenierungen bis 2012 basiert auf Presseberichten der Frankfurter Allgemeinen Zeitung, ergänzt – insbesondere hinsichtlich der Operntätigkeit – um Eintragungen auf den Internetseiten des Goethe-Instituts und im Munzinger-Archiv.
- 1992: Die Befreiung des Theseus von Darius Milhaud, Hochschule „Hanns Eisler“ Berlin
- 1994: Andere Räume nach Gustav Mahler und Leoš Janáček, Hans Otto Theater, Potsdam
- 1995: Die Geschichte vom Soldaten von Igor Strawinsky, Semperoper, Dresden
- 1996: Xerxes von Georg Friedrich Händel, Königlichen Oper Kopenhagen
- 1996: Der Besuch der alten Dame von Friedrich Dürrenmatt, Landestheater Neuss
- 1997: Amandas Traum von Harald Weiss, Staatstheater Cottbus
- 1997: Wir sind noch einmal davongekommen von Thornton Wilder, Rheinisches Landestheater Neuss
- 1998: Der Jasager und der Neinsager von Bertolt Brecht, Thalia Theater Halle
- 1999: Messer in Hennen von David Harrower, Schauspielhaus Salzburg (Elisabethbühne)
- 1999: Die Entführung aus dem Serail von Wolfgang Amadeus Mozart, Staatstheater Kassel
- 1999: 4.00pm nach La Jetee von Chris Marker, Staatstheater Kassel
- 2000: Der Rosenkavalier von Richard Strauss, Staatstheater Kassel
- 2000: Stella nach Johann Wolfgang von Goethe, Staatstheater Kassel
- 2001: Tosca von Giacomo Puccini, Staatstheater Kassel
- 2001: Dekalog III von Krzysztof Kieslowski, Staatstheater Kassel (frizz)
- 2002: Parsifal. von Richard Wagner, Staatstheater Kassel
- 2002: Limes. Mark Aurel von Volker Braun, Staatstheater Kassel (Schauspielhaus)
- 2002: Werther von Jules Massenet, Deutsche Oper Berlin
- 2002: Kriemhilds Traum von Moritz Rinke (Uraufführung), Theater Freiburg
- 2003: Salome von Oscar Wilde, Theater Luzern
- 2003: Les Troyens von Hector Berlioz, Nationaltheater Mannheim
- 2003: Traumnovelle von Arthur Schnitzler, Theater Meiningen (Großes Haus)
- 2004: Wozzeck von Alban Berg, Semperoper Dresden
- 2004: Epidemic nach Lars von Trier (Uraufführung), Hebbel am Ufer, Berlin
- 2004: Onkel Wanja von Anton Tschechow, Theater Freiburg (Kleines Haus)
- 2005: Egmont von Johann Wolfgang von Goethe, Nationaltheater Mannheim
- 2005: Ajax von Sophokles, Meininger Staatstheater
- 2005: Der Geisterseher nach Friedrich Schiller, Theater Meiningen (Großes Haus)
- 2005: Richard III. von William Shakespeare, Schauspielhaus Hannover
- 2006: Hexenjagd von Arthur Miller, Schauspiel Köln (Schauspielhaus)
- 2006: Orest von Georg Friedrich Händel, Komische Oper Berlin
- 2006: Wagner-Hörschule von Sebastian Baumgarten und Anselm Franke (Uraufführung), Hebbel am Ufer, Berlin
- 2006: Berlin ein Meer des Friedens von Einar Schleef, Maxim-Gorki-Theater, Berlin
- 2006: Die schmutzigen Hände von Jean-Paul Sartre, Schauspielhaus Düsseldorf
- 2006: Perdita Durango von Barry Gifford (Uraufführung), Schauspiel Frankfurt (Schmidtstraße 12)
- 2007: Peter Grimes von Benjamin Britten, Semperoper, Dresden
- 2007: Faust von Johann Wolfgang von Goethe, Schauspielhaus Hannover
- 2007: Europa nach Lars von Trier (Uraufführung), Schauspielhaus Düsseldorf
- 2008: Tosca nach Victorien Sardous Theaterstück La Tosca, Giacomo Puccini und Tarwater, Volksbühne am Rosa-Luxemburg-Platz, Berlin
- 2008: Der Meister und Margarita nach Michail Bulgakow, Schauspielhaus Düsseldorf (Kleines Haus)
- 2008: Requiem / In der Schlangengrube nach Wolfgang Amadeus Mozart bzw. Armin Petras und Jan Kauenhowen (Uraufführung), Komische Oper Berlin
- 2008: Der Fremde von Albert Camus, Schauspiel Frankfurt (Kammerspiele)
- 2009: Professor Unrat oder Das Ende eines Tyrannen von Heinrich Mann, Maxim-Gorki-Theater Berlin
- 2009: Sojas Wohnung von Michail Bulgakow, Schauspielhaus Düsseldorf
- 2009: Die Flucht von Michail Bulgakow, Württembergisches Staatstheater Stuttgart (Schauspielhaus)
- 2010: Dantons Tod von Georg Büchner, Maxim-Gorki-Theater Berlin
- 2010: Der goldene Topf nach E. T. A. Hoffmann, Staatsschauspiel Dresden
- 2010: Die Banditen nach Jacques Offenbach, Theater am Neumarkt, Zürich
- 2010: Im weißen Rössl von Ralph Benatzky (musikalische Leitung: Koen Schoots), Komische Oper Berlin
- 2011: Die Affäre Rue de Lourcine von Eugène Labiche, Schauspielhaus Zürich (Schiffbau)
- 2011: Der gute Mensch von Sezuan von Bertolt Brecht, Leipziger Schauspielhaus (Hinterbühne)
- 2011: Tannhäuser von Richard Wagner (musikalische Leitung: Thomas Hengelbrock), Bayreuther Festspiele (Festspielhaus)
- 2011: Carmen von Georges Bizet (musikalische Leitung: Stefan Blunier), Komische Oper Berlin
- 2012: Das Spiel ist aus von Jean-Paul Sartre, Württembergisches Staatstheater Stuttgart (Schauspielhaus)
- 2012: Die Räuber von Friedrich Schiller, Staatsschauspiel Dresden
- 2012: Il trittico von Giacomo Puccini (musikalische Leitung: Karen Kamensek), Staatsoper Hannover
- 2012: Die heilige Johanna der Schlachthöfe von Bertolt Brecht, Schauspielhaus Zürich (Pfauen)
- 2012: Die Macht der Finsternis von Leo Tolstoi, Schauspielhaus Düsseldorf[13]
- 2013: Der Freischütz von Carl Maria von Weber, Theater Bremen
- 2013: Der fliegende Holländer von Richard Wagner, Theater Bremen
- 2013: Don Giovanni von Wolfgang Amadeus Mozart, Opernhaus Zürich
- 2014: Die Legende vom fliegenden Holländer nach Richard Wagner, Schauspielhaus Hamburg
- 2014: Antigone von Sophokles, Fassung von Sebastian Baumgarten, Staatsschauspiel Dresden
- 2014: Schuld und Sühne von Fjodor Dostojewski, Schauspielhaus Zürich
- 2014: Die Dreigroschenoper von Bertolt Brecht und Kurt Weill, Schauspiel Stuttgart[14]
- 2015: Nibelungen von Friedrich Hebbel, Staatsschauspiel Dresden
- 2015: Die Göttliche Komödie von Dante Alighieri, Schauspiel Köln[15]
- 2015: Zement von Heiner Müller, Maxim-Gorki-Theater Berlin
- 2016: Tote Seelen von Nikolai Gogol, Schauspiel Stuttgart
- 2016: La forza del destino von Giuseppe Verdi, Theater Basel
- 2016: Hamletmaschine von Wolfgang Rihm, Opernhaus Zürich
- 2017: Dickicht nach Bertolt Brecht, Maxim-Gorki-Theater Berlin
- 2017: Herr Puntila und sein Knecht Matti von Bertolt Brecht, Schauspielhaus Zürich
- 2017: Ferngespräch (Soundinstallation), 3. Berliner Herbstsalon vom Maxim-Gorki-Theater Berlin
- 2018: Rheinische Rebellen von Arnolt Bronnen, Schauspiel Köln
- 2018: Caligula von Albert Camus, Schauspielhaus Düsseldorf
- 2018: Salome nach Oscar Wilde/Einar Schleef, Schauspiel Stuttgart
- 2018: Die Gerechten von Albert Camus, Maxim-Gorki-Theater Berlin
- 2019: Eine Straße in Moskau nach dem Roman von Michail Ossorgin, Spielfassung von Jörg Bochow und Sebastian Baumgarten, Staatsschauspiel Dresden – Uraufführung[16]
- 2019: Al gran sole carico d’amore von Luigi Nono, Theater Basel
- 2019: Belshazzar von Georg Friedrich Händel, Opernhaus Zürich
- 2020: Mutter Courage und ihre Kinder  von Bertolt Brecht, Schauspielhaus Düsseldorf
- 2020: Dantons Tod von Georg Büchner, Residenztheater (München)
- 2021: Tschewengur nach Andrej Platonow, Maxim-Gorki-Theater Berlin (als Studio Platonow)
- 2021: Attitudes, Ural Biennale, Jekaterinburg (mit Haugk/Lippok)
- 2021: Bruder Eichmann von Heinar Kipphardt, Residenztheater (München)
- 2022: Gas-Trilogie nach Georg Kaiser, Staatsschauspiel Dresden[17]
- 2022: Der Würgeengel - El ángel exterminador nach Luis Buñuel, Volkstheater Wien[18]
- 2022: Franziska von Frank Wedekind, Schauspielhaus Düsseldorf[19]
- 2023: Amerika von Franz Kafka, Maxim-Gorki-Theater Berlin[20]
- 2023: Turandot von Giacomo Puccini, Opernhaus Zürich[21]
- 2023: Peer Gynt von Henrik Ibsen, Residenztheater München[22]
- 2024: Amerika von Roman Haubenstock-Ramati, Opernhaus Zürich[23]
- 2024: Linkerhand nach Franziska Linkerhand von Brigitte Reimann, Maxim Gorki Theater[24]
- 2025: Faust - Musiktheater nach La damnation de Faust von Hector Berlioz, Staatstheater Kassel[25]

## Auszeichnungen
- 2002: Götz-Friedrich-Preis für Tosca (Staatstheater Kassel)[1][2]
- 2006: „Regisseur des Jahres“ nach einer Kritikerumfrage der Zeitschrift Opernwelt[1][2]
- 2013: Einladung seiner Inszenierung von Die heilige Johanna der Schlachthöfe (Schauspielhaus Zürich) zum Berliner Theatertreffen
- 2025: Oper! Award in der Kategorie „Beste Wiederentdeckung“ für Amerika von Roman Haubenstock-Ramati, Opernhaus Zürich[26]